# Tetelestai (álbum de Isadora Pompeo)
Tetelestai é um álbum ao vivo da cantora Isadora Pompeo, lançado em 2024 pela gravadora Sony Music.
Foi o primeiro álbum da Isadora na Sony.

## Lançamento
O projeto teve como primeiro lançamento o single “Tetelestai”, que apresentou o formato de lançamento do projeto. O single foi lançado junto com o clipe no canal oficial do YouTube. Assim foi feito também sucessivamente nos singles seguintes: “Azeite”, “Ovelhinha" entre outros.
O lançamento do álbum aconteceu em 15 de agosto de 2024.
No início de novembro o single "Ovelhinha" recebeu o certificado de Disco de Platina Duplo. E foi indicada ao Prêmio Multishow de Música Brasileira na categoria Gospel do Ano.

## Clipes
| Música                                          | Lançamento             |
| ----------------------------------------------- | ---------------------- |
| Tetelestai                                      | 21 de março de 2024    |
| Azeite                                          | 19 de abril de 2024    |
| Ovelhinha                                       | 6 de junho de 2024     |
| Aliança                                         | 21 de junho de 2024    |
| Cruz em Ti                                      | 25 de junho de 2024    |
| Bênçãos Que Não Têm Fim (Counting My Blessings) | 28 de junho de 2024    |
| Se Eu Pudesse                                   | 5 de julho de 2024     |
| Bênçãos Que Não Têm Fim/Counting My Blessings   | 9 de agosto de 2024    |
| Canção de Paulo                                 | 16 de agosto de 2024   |
| A Alegria                                       | 28 de agosto de 2024   |
| Minha Alma Te Ama                               | 4 de setembro de 2024  |
| Tudo Posso                                      | 11 de setembro de 2024 |

## Faixas
Lista de faixas do álbum "Tetelestai"
| N.º            | Título                                                               | Compositor(es)                                | Duração |  |
| 1.             | "A Alegria"                                                          | Desconhecido                                  | 3:59    |  |
| 2.             | "Azeite"                                                             | Isadora Pompeo                                | 4:32    |  |
| 3.             | "Minha Alma Te Ama"                                                  | Isadora Pompeo                                | 5:54    |  |
| 4.             | "Canção de Paulo"                                                    | Isadora Pompeo                                | 8:43    |  |
| 5.             | "Ovelhinha"                                                          | Isadora Pompeo                                | 4:36    |  |
| 6.             | "Aliança"                                                            | Isadora Pompeo                                | 5:32    |  |
| 7.             | "Cruz em Ti"                                                         | Isadora Pompeo                                | 4:58    |  |
| 8.             | "Se Eu Pudesse"                                                      | Isadora Pompeo                                | 7:00    |  |
| 9.             | "Bênçãos Que Não Têm Fim (Counting My Blessings)"                    | Jonathan Gamble, Jordan Sapp e Seph Schlueter | 3:57    |  |
| 10.            | "Bênçãos Que Não Têm Fim/Counting My Blessings (Com Seph Schlueter)" | Jonathan Gamble, Jordan Sapp e Seph Schlueter | 4:08    |  |
| 11.            | "Tetelestai (Com Carol Tauber)"                                      | Isadora Pompeo                                | 8:38    |  |
| 12.            | "Tudo Posso"                                                         | Isadora Pompeo                                | 5:16    |  |
| Duração total: | Duração total:                                                       | Duração total:                                | 1h 7m   |  |

## Certificados
| Obra      | Certificação | Tipo do Produto |
| --------- | ------------ | --------------- |
| Ovelhinha | 2× Platina   | Single          |

## Prêmios e Indicações
Prêmio Multishow
| Ano  | Categoria     | Trabalho  | Resultado |
| ---- | ------------- | --------- | --------- |
| 2024 | Gospel do Ano | Ovelhinha | Indicado  |